# Yann Kersalé

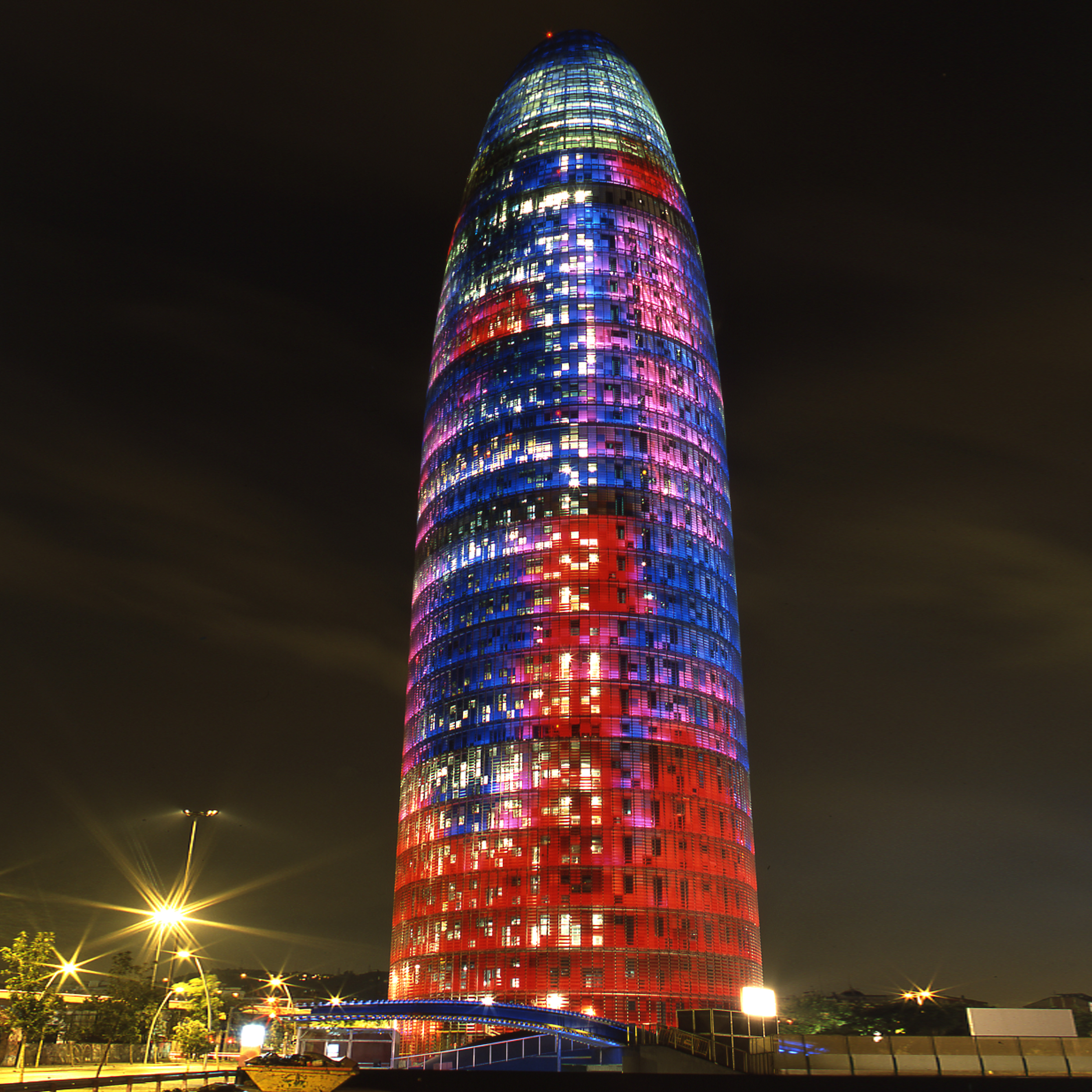
La Torre Agbar à Barcelone (Espagne) en septembre 2005 (mise en lumière par Yann Kersalé, architecte : Jean Nouvel).

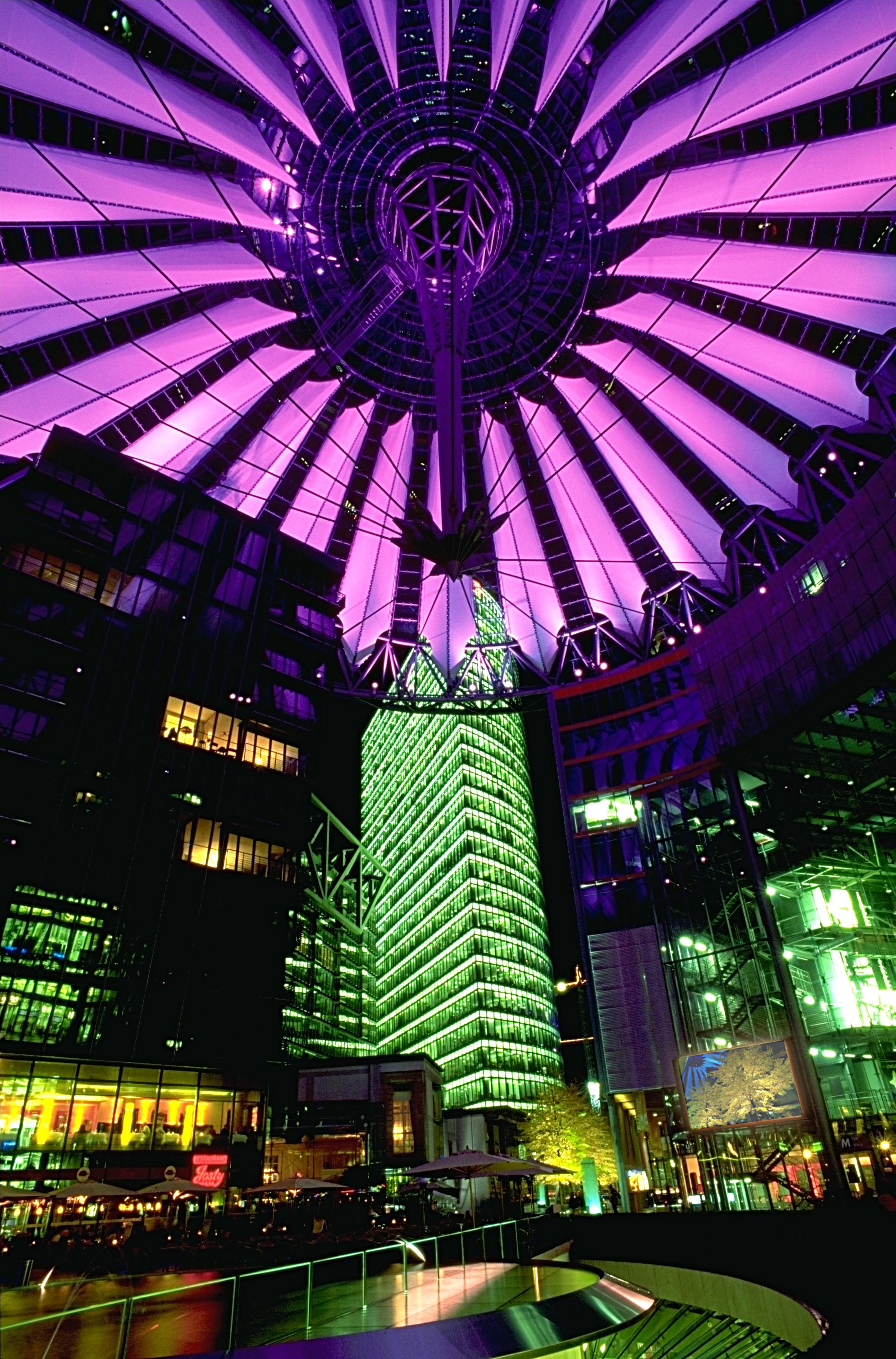
Le Sony Center à Berlin

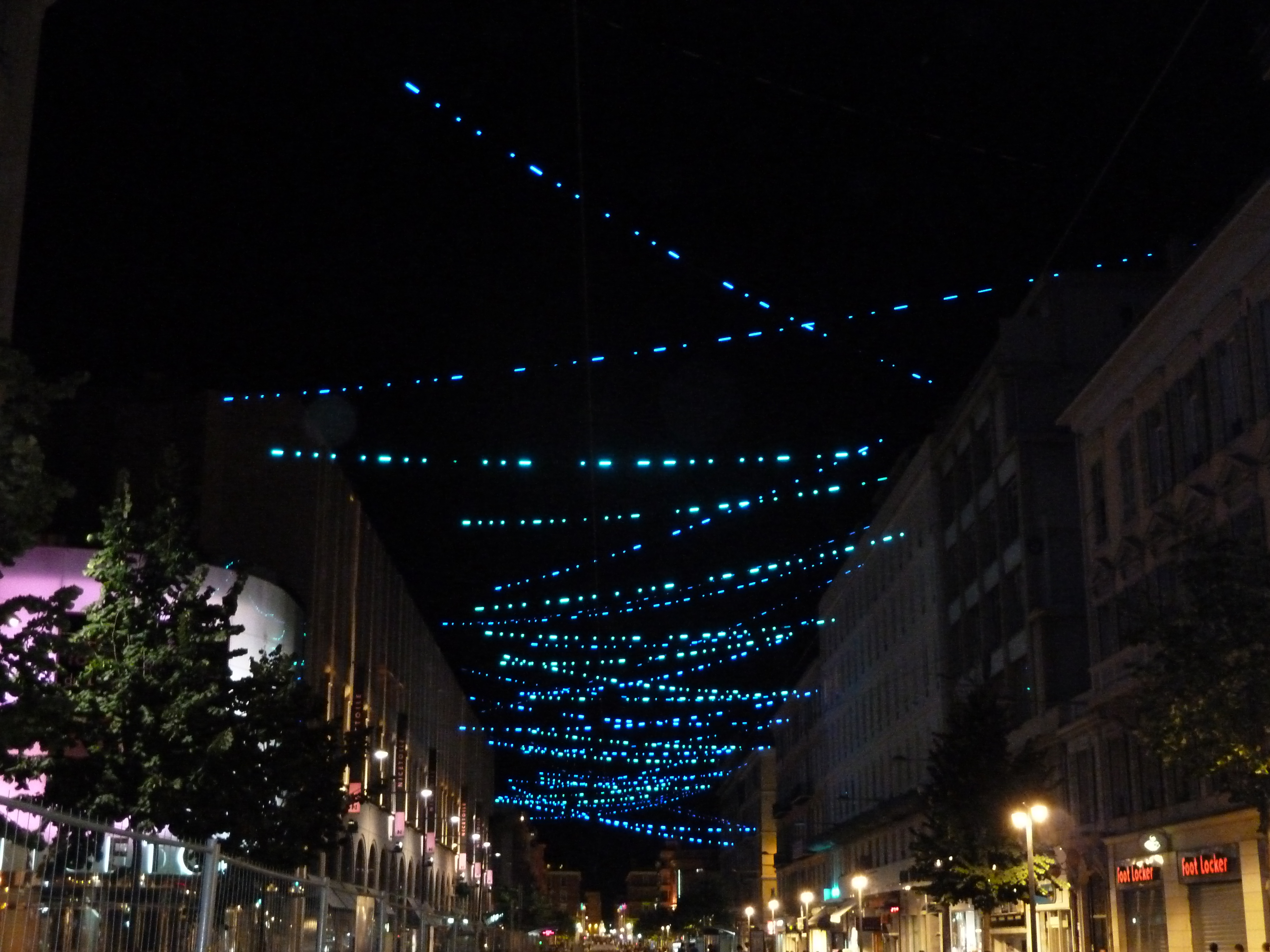
L'Amorce du bleu sur l'avenue Jean-Médecin à Nice.

Yann Kersalé est un plasticien français né le 17 février 1955 à Paris.

## Biographie
Yann Kersalé est un artiste qui utilise la lumière comme d’autres se servent de la terre ou de la peinture. Il choisit la nuit, lieu d’élection du sensible, comme terrain d’expérimentation. En mettant en mouvement espaces et constructions, il propose de nouveaux récits à la ville contemporaine.
Issu d'une lignée de marins de Douarnenez, il passe une partie de son enfance dans cette ville, et entre aux Beaux-arts de Quimper en 1972, dont il sort en 1978 titulaire d'un diplôme national supérieur d'expression plastique.
Après avoir éclairé plusieurs spectacles, il se spécialise dans la mise en lumière architecturale, en devenant le précurseur français.
Il fait ses premières expériences d'éclairage au début des années 1980 sur la Tour métallique de Fourvière, à Lyon, comme prototype pour la tour Eiffel, puis en juin 1984, sur le haut fourneau numéro 3 de la Société métallurgique de Normandie à Caen, et en 1987, sur l'illumination éphémère de la verrière du Grand Palais.
À la fin des années 1980, Joël Batteux, maire de Saint-Nazaire lui commande une installation éphémère. Kersalé le convainc de créer un véritable spectacle permanent, aboutissant en 1991 à la Nuit des docks. En 1994, il réalise à Cherbourg des lampadaires en forme de mats, dont la lumière varie du bleu au vert, selon le niveau des eaux et l'amplitude des marées.
En 1993, il s'occupe de l'illumination de la verrière de l'Opéra de Lyon conçue par Jean Nouvel. Il renouvelle cette collaboration en 2003 pour la Tour Agbar à Barcelone et le musée du quai Branly de Paris. Il travaille également avec Helmut Jahn sur le Sony-Center à Berlin, et les aéroports de Bangkok et de Chicago.
Il travaille également sur le pont de Fragnée à Liège, les ponts de Normandie et de Québec, sur l'Opéra Bastille à Paris, le Tunnel sous la Manche à Calais, la Basilique Saint-Denis.
Yann Kersalé, en 2012, s'occupe de la mise en lumière du passage du Prado à Paris. En octobre de la même année, il met en lumière l'observatoire du pic du Midi pour sensibiliser les femmes à se faire dépister pour le cancer du sein (voyant dans la forme de cette montagne, un sein).
En 2016, pour mettre en valeur les réaménagements des berges de l'Isole à la suite des inondations de 2013-2014, la ville de Quimperlé fait appel à lui pour réaliser un chemin bleu le long de la rivière. L'objectif : redynamiser les berges, mettre en valeur le patrimoine naturel et bâti pour les rendre attractifs aux yeux des habitants. Yann Kersalé entreprend alors les travaux le long de l'Isole et de son bief. Des leds bleus rythment ainsi la promenade sur les berges. En 2019, le projet s'étend sur les berges de l'Ellé voisine éclairant le pont fleuri, la rue des anciens abattoirs, le pont du Bourgneuf, le pont du Moulin de la Ville et le pigeonnier de l'Abbaye de Sainte Croix.

## Démarche
Il y a une connivence avec les architectes. Depuis longtemps, Yann Kersalé cherche à se rapprocher des architectes pour créer ses œuvres au lieu d'aller exposer dans une galerie d'art. Il veut échapper au milieu de l'art. Il cherche à établir un lien entre ses œuvres et les personnes qui créent les différents objets de la ville.
Il y a, selon lui, quatre grands champs d'investigation : 
- Tout d'abord les projets d'installation incorporés à l'architecture, comme dans l'Opéra de Lyon où la lumière est en gestation, elle est en lien avec l'activité interne du bâtiment. Il crée une œuvre plastique à l'intérieur de celle d'un architecte.

- Ensuite les espaces publics urbains qui sont plus en rapport avec les organismes qui planifient la ville. Il crée par exemple des objets qui se greffent sur des lampadaires dans la ville. Ces objets sont toujours une narration, comme à Cherbourg où il crée des luminaires qui changent de teintes suivant la hauteur de la marée.

- La troisième catégorie concerne les projets "In Situ", qui sont des commandes publiques ou privées pour des ponts ou des sites industriels. L'exemple de Saint-Nazaire reste un succès puisqu'il est devenu une fierté pour la ville. Il a contribué à réconcilier la ville de Saint-Nazaire avec son port. Il scénographie tous les éléments du port avec différents éclairages. Aujourd'hui ce projet est une fierté pour les habitants de cette ville.

- Enfin, la dernière catégorie concerne des projets qu'il tient à réaliser mais qui nécessitent des moyens financiers qu'il doit trouver.

## Principales réalisations

### Installations pérennes
- 1980 : la Tour métallique de Fourvière, Lyon
- 1991 : La Nuit des docks, Saint-Nazaire.
- 1993 : verrière de l'Opéra de Lyon, Lyon (architecte : Jean Nouvel)
- 1994 :  Entre 2, pont de Normandie, Le Havre-Honfleur
- 1999 : Mise en lumière du pont de Fragnée à Liège, Belgique
- 2001 : In-Out, Sony-Center, Berlin, Allemagne (architecte : Helmut Jahn)
- 2005 : Diffraction, Torre Agbar, Barcelone, Espagne (architecte : Jean Nouvel)
- 2006 : L'Ô, musée du quai Branly, Paris VIIe (architecte Jean Nouvel)
- 2006 : Azur, aéroport de Bangkok, mise en lumière pérenne de l’aéroport de Bangkok, Thaïlande (architecte : Helmut Jahn)
- 2007 : L'Amorce du bleu, avenue Jean-Médecin, Nice
- 2008 : En Rives, Docks de Paris, Paris XIIIe (architectes : Jakob et McFarlane)
- 2008 : L'Acte de l'onde blanche avec Bruno Moinard, espace luxe des Galeries Lafayette, Paris IXe
- 2009 : la Tour Odéon, Monaco (architecte : Alexandre Giraldi)
- 2010 : La Vague : Hommage à Gustave Courbet, digue nord, Le Havre
- 2012 : Coupole et Chrysalide, pour les Galeries Lafayette, Paris (architectes : Djuric et Tardio)
- 2013 : pont Jacques-Chaban-Delmas, Bordeaux
- 2013 : Mer-veille, Mucem, Marseille (architecte : Rudy Ricciotti)
- 2013 : Vieux-Port de Marseille, Marseille (architecte : Norman Foster et le mandataire/paysagiste Michel Desvigne)
- 2013 : Place de la République, Paris (architectes : Trévélo et Viger-Kohler)
- 2013 : Miroir de mer, One Central Park, Sydney, Australie (architecte : Jean Nouvel)
- 2016 : L’eau dans tous ses états, Aéroport international de Denver, Denver, États-Unis
- 2016 : Chemin bleu, berges de l'Isole,Quimperlé, France

### Installations éphémères
- 1986 : Le songe est de rigueur, Pointe de la Torche, Finistère
- 1987 : Irréversibles Lumières, Grand Palais, Paris VIIIe
- 2008 : Mouvance de pierre, cathédrale Saint-Étienne de Limoges.
- 2012 : À des nuits lumières... la ville, la nuit, la mer, 7 lieux de Bretagne, remis « en boîte » à la halle des Capucins de Landerneau par le fonds Hélène et Édouard Leclerc pour la culture
- 2012 : Le Pic en pose, pic du Midi, Midi-Pyrénées, installation pour l'Octobre rose, campagne contre le cancer du sein
- 2018 : Apparition, Musée de la Pêche à Concarneau
- 2022 : Nouvelle Vague Bretonne, Le Comoedia, expositions des carnets de croquis et de dessins, retraçant ainsi une «géopoétique» des lieux urbains.
- 2022 : La tour et ses sœurs, mise en lumière de la tour Al Faisaliah Hotel à Ryade, lors du festival d'art contemporain NOOR, remportant le prix des Lighting Design Awards dans la catégorie : éclairage d’événements musicaux.
- 2022 : Expéditions Lumière, Galerie de Rohan, exposition de plusieurs projets, comme le radiotélescope d’Arecibo à la base de lancement de Cap Canaveral, en passant par la pointe de la Torche, chacune de ces expéditions est l’occasion de raconter le lieu et son histoire.